# Fitzgerald (adelsätt)
Fitzgerald är en av Irlands främsta adelsätter, känd sedan 1100-talet.
Bland ättens medlemmar märks Maurice Fitzgerald (död 1176) och dennes brorson Raymond Fitzgerald (död 1182), vilka deltog i engelsmännes erövring av Irland. Vidare James FitzGerald, 1:e hertig av Leinster och Edward Fitzgerald 1763-1798.